# Староегипетский ранний язык
Староегипетский ранний язык — язык жителей Древнего Египта, одна из стадий египетского языка. Основное распространение — Додинастический период и период Раннего царства (ок. XXXI—XXVI вв. до н. э.).

## Периодизация
Около XXXI—XXVI вв. до н. э. современные исследователи выделяют первоначальную стадию староегипетского языка — «ранний» староегипетский язык, которому соответствует время правления 00, 0, I, II, III династий фараонов. Основные признаки этого языка сохранялись до воцарения IV династии — её период правления считается завершением постепенной трансформации раннего староегипетского языка в староегипетский «классический», развитие которого приходится на период Старого царства. Во многих работах учёных XX в. (А. Х. Гардинер, М. А. Коростовцев, Н. С. Петровский) ранняя фаза староегипетского языка ещё не выделялась.

## Памятники

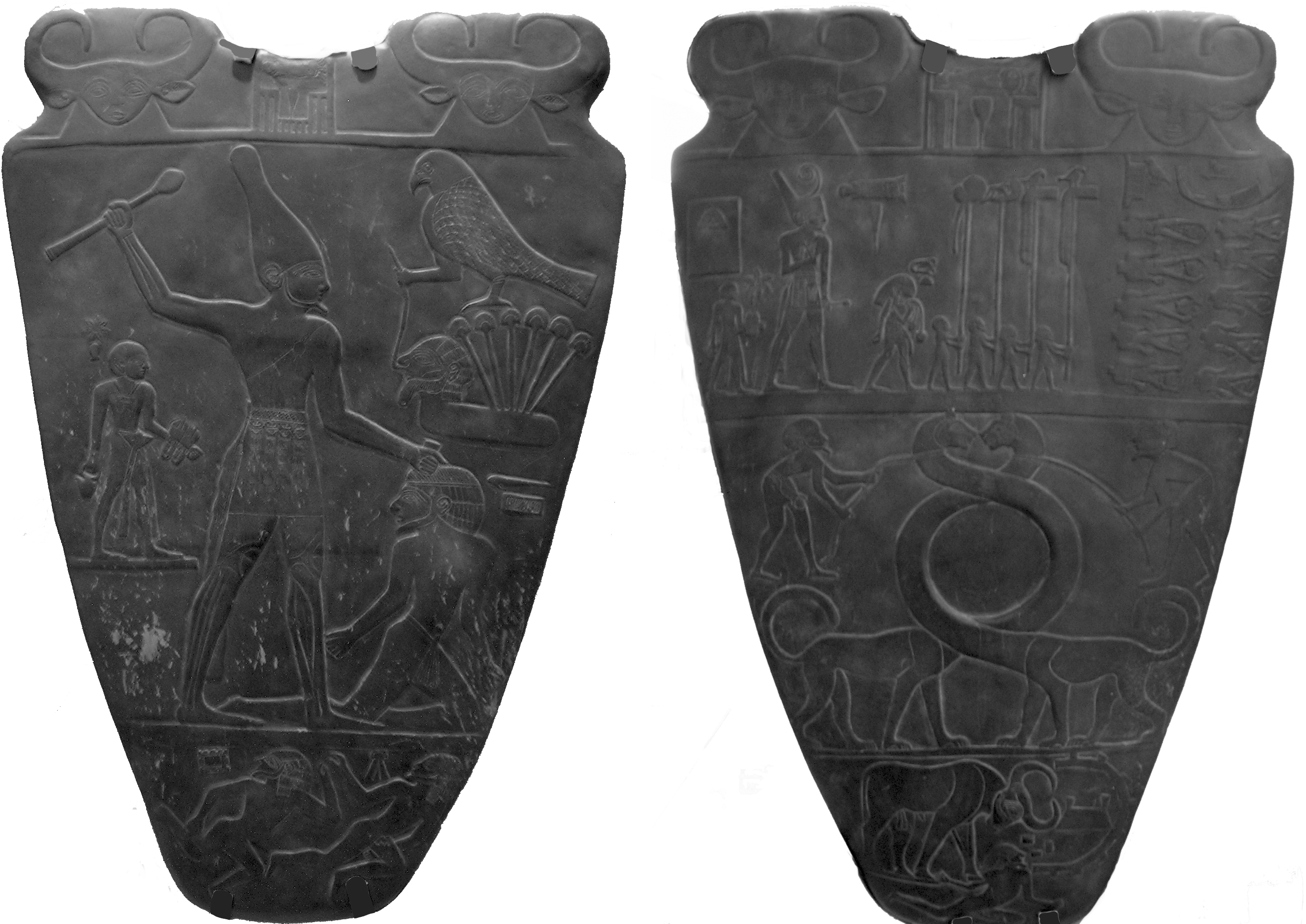
«Палетка Нармера» (ок. XXX в. до н. э., алевролит, Каирский музей)

Письменные свидетельства, по которым реконструирован ранний староегипетский язык, находят на палетках, ярлыках и т. п., в основном они содержат имена и титулы правителей. Выполнены надписи архаическим иероглифическим письмом, принципиальное отличие такой письменности от более поздней в том, что она ещё, по сути, представлена не столько текстами, сколько ребусами. Самым известными памятниками раннего староегипетского письма можно считать палетку и булаву фараона Нармера (0 или I династия). Изучать фонетику и грамматику раннего староегипетского языка по имеющимся находкам крайне сложно, на сегодняшний день имеются только ограниченные теоретические данные.